# كابروني كا.73
كابروني كا.73 (بالإنجليزية: Caproni Ca.73)‏ هي طائرةٌ إيطاليَّة، صنعتها شركة كابروني للطائرات، وكان أول تحليقٍ لها في 1925.